# Uncinia compacta
Uncinia compacta är en halvgräsart som beskrevs av Robert Brown. Uncinia compacta ingår i släktet Uncinia och familjen halvgräs.

## Underarter
Arten delas in i följande underarter:
- U. c. alpina
- U. c. compacta
- U. c. nervosa